# 정회열
정회열(鄭會烈, 1968년 10월 9일 ~ )는 전 KBO 리그 삼성 라이온즈의 포수이다. 그의 아들 정해영은 KBO 리그 KIA 타이거즈의 투수이다.

## 선수 시절

### 해태 타이거즈시절
1990년 해태 타이거즈에 1차 1순위 지명을 받아 입단했다. 당시 해태에는 장채근이 주전으로 버티고 있어서 주로 백업으로 활약했으며, 가끔 우익수 대수비로도 나갔다. 과거에는 양용모 같이 대놓고 도루하면서 포수를 안 하는 게 나았을 선수도 있었지만, 최근에는 프로 1군에서 포수를 보는 선수 중에 기타 포지션으로 나가는 경우가 거의 없으므로 포수 치고는 주력도 나쁘지 않고 나름 야구 센스가 뛰어났다. 1993년에 장채근의 뒤를 이어 주전 포수로 자리잡는 듯 했지만, 다음 해 시즌 막판 새끼손가락 부상을 당하면서 졸지에 시즌 아웃됐고 이로 인해 1995년에는 8경기 밖에 뛰지 못했으며 그 공백은 1994년 시즌 중 쌍방울 레이더스에서 이적한 최해식이 지켰다. 1996년에는 어느 정도 부상에서 회복되며 최해식의 백업으로 역할을 톡톡히 했으나, 그 해 초 하와이 전지훈련 때 송유석, 이순철, 조계현, 이건열 등과 항명사건의 주범으로 찍혀 다음 해인 1997년에는 고작 11경기밖에 출전하지 못했다.

### 삼성 라이온즈시절
1993년에는 .275를 기록하면서 규정 타석을 찍은 해태 타자 중 이종범에 이어 2위를 기록하기도 했지만 오랜 시간 동안 제 실력을 발휘하지 못했으며 급기야 1996년 초 하와이 항명사건의 주범으로 낙인찍혀   1997년 시즌을 마치고 해태에서 방출된 후 이듬해 삼성 라이온즈로 이적했다. 그러나 당시 삼성 구단은 김영진의 스트라이크 낫아웃 사건 때문에 그 대체 요원을 찾기 위해 여기저기서 포수를 영입하면서 포수 자원이 차고 넘쳤다. 때문에 삼성에서도 주전을 차지하지 못했고 결국 1999년에 은퇴했다.

## 야구선수 은퇴 후
SK 와이번스, 한화 이글스, KIA 타이거즈, 삼성 라이온즈를 거치면서 주로 배터리코치로 활동하였고, 특히 친정팀 KIA 타이거즈에서는 스카우트, 2군 감독, 수석코치 등 다양한 역할을 수행하였다. 2019년 전력분석원으로 활동했었다.

## 등번호
- '25' (1990년 ~ 1997년, 1999년)
- '46' (1998년)

## 출신 학교
- 광주중앙초등학교
- 광주충장중학교
- 광주제일고등학교
- 연세대학교

## 통산 기록
| 연도 | 팀명   | 포지션 | 타율  | 경기 | 타수 | 득점 | 안타 | 2루타 | 3루타 | 홈런 | 루타 | 타점 | 도루 | 도실 | 볼넷 | 사구 | 삼진 | 병살 | 실책 |
| ---- | ------ | ------ | ----- | ---- | ---- | ---- | ---- | ----- | ----- | ---- | ---- | ---- | ---- | ---- | ---- | ---- | ---- | ---- | ---- |
| 1990 | 해태   | 포수   | 0.257 | 74   | 202  | 19   | 52   | 10    | 1     | 3    | 73   | 26   | 1    | 4    | 12   | 1    | 22   | 4    | 4    |
| 1991 | 해태   | 포수   | 0.238 | 89   | 193  | 24   | 46   | 6     | 1     | 6    | 72   | 26   | 2    | 3    | 24   | 1    | 27   | 7    | 1    |
| 1992 | 해태   | 포수   | 0.276 | 97   | 214  | 28   | 59   | 10    | 1     | 7    | 92   | 46   | 3    | 1    | 13   | 6    | 31   | 9    | 7    |
| 1993 | 해태   | 포수   | 0.275 | 117  | 345  | 33   | 95   | 14    | 1     | 7    | 132  | 35   | 0    | 4    | 16   | 5    | 41   | 11   | 9    |
| 1994 | 해태   | 포수   | 0.236 | 80   | 271  | 22   | 64   | 8     | 0     | 8    | 96   | 34   | 0    | 0    | 9    | 4    | 32   | 6    | 6    |
| 1995 | 해태   | 포수   | 0.143 | 8    | 14   | 0    | 2    | 1     | 0     | 0    | 3    | 0    | 0    | 0    | 0    | 0    | 2    | 1    | 1    |
| 1996 | 해태   | 포수   | 0.184 | 59   | 103  | 12   | 19   | 4     | 0     | 3    | 32   | 11   | 0    | 1    | 16   | 3    | 24   | 2    | 0    |
| 1997 | 해태   | 포수   | 0.000 | 11   | 9    | 0    | 0    | 0     | 0     | 0    | 0    | 0    | 0    | 0    | 0    | 1    | 3    | 0    | 1    |
| 1998 | 삼성   | 포수   | 0.262 | 39   | 61   | 2    | 16   | 2     | 0     | 0    | 18   | 8    | 0    | 0    | 5    | 1    | 13   | 2    | 1    |
| 1999 | 삼성   | 포수   | 0.180 | 47   | 89   | 6    | 16   | 3     | 0     | 2    | 25   | 14   | 1    | 2    | 5    | 2    | 21   | 3    | 2    |
| 통산 | 10시즌 | 포수   | 0.246 | 621  | 1501 | 146  | 369  | 58    | 4     | 36   | 543  | 200  | 7    | 15   | 100  | 24   | 216  | 45   | 32   |